# William G. T. Tuttle junior

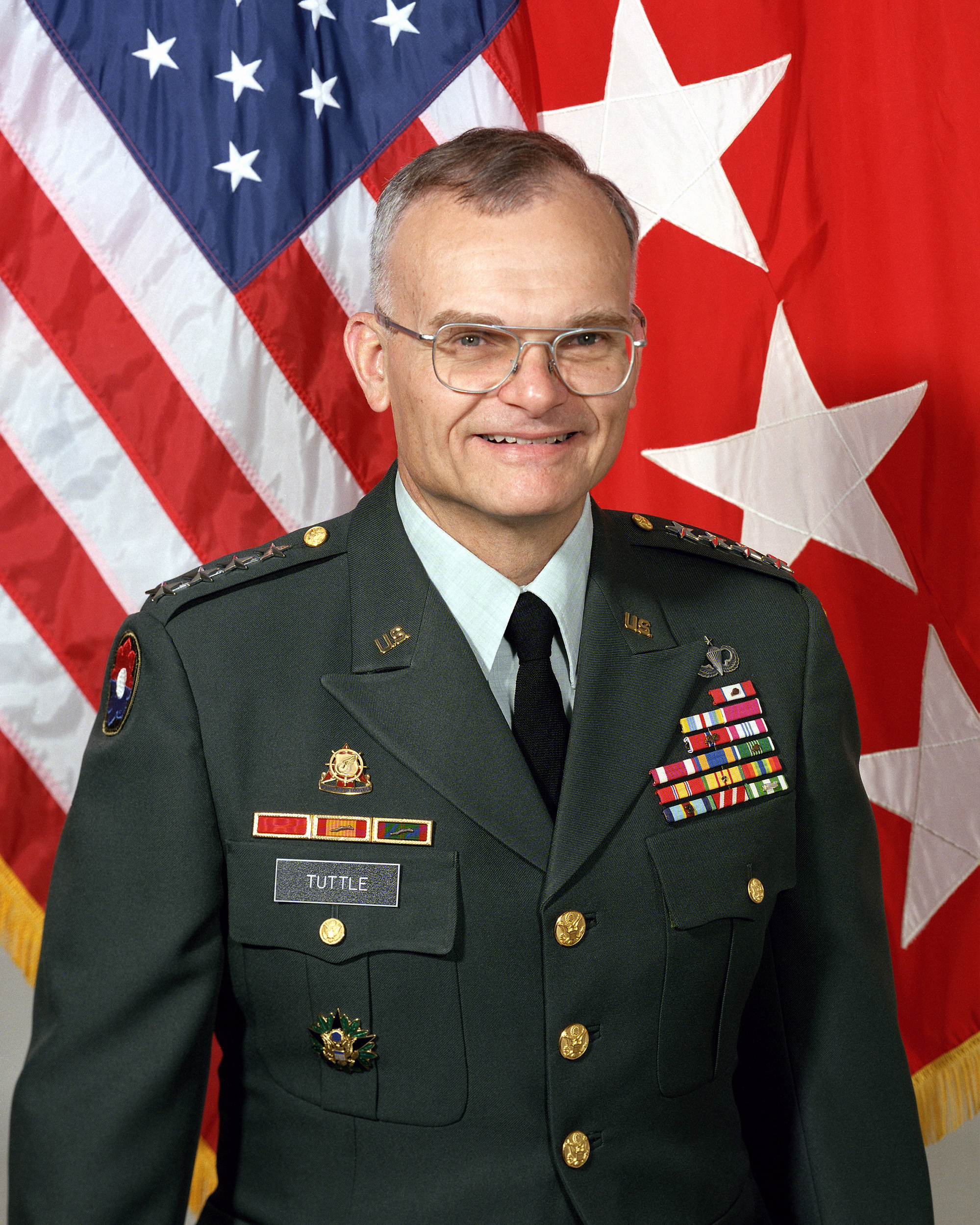
William Tuttle Jr.

William Gilbert Townsend Tuttle Jr. (* 26. November 1935 in  Portsmouth, Virginia; † 9. November 2020 in Fair Fax, Virginia) war ein Viersterne-General der United States Army.

## Leben
William Tuttle war der Sohn von William G.T. Tuttle Sr. und dessen Frau Inez geborene Ritter. Nach seiner Schulzeit durchlief er zwischen 1955 und 1958 die United States Military Academy in West Point. Nach seiner Graduation wurde er als Leutnant der Infanterie zugeteilt. In der Armee durchlief er anschließend alle Offiziersränge bis zum Vier-Sterne General.
Im Lauf seiner militärischen Karriere absolvierte er verschiedene Kurse und Schulungen. Dazu gehörten unter anderem der Basic Officer Course, der Transportation Basic Course, der Advanced Officer Course, das Armed Forces Staff College und das United States Army War College. Außerdem erhielt er einen akademischen Grad von der Harvard University.
In den ersten Jahren seiner militärischen Laufbahn war er an verschiedenen Standorten in den Vereinigten Staaten, aber auch in Südkorea stationiert. Er war auch mehrfach als Dozent an der Militärakademie in West Point tätig und bekleidete verschiedene Stellungen als Stabsoffizier. Im Sommer 1968 wurde er nach Vietnam versetzt, wo er als Stabsoffizier eines Bataillons der 9. Infanteriedivision am Vietnamkrieg teilnahm. Dabei war er vor allem für das Transportwesen zuständig. In den Jahren 1970 bis 1972 diente William Tuttler als Stabsoffizier im Pentagon. Dabei war er unter anderem an der Entwicklung eines Zukunftskonzepts der Armee beteiligt. Aus diesen Plänen gingen später der United States Army Training and Doctrine Command (TRADOC) und der United States Army Forces Command hervor.
Im weiteren Verlauf der 1970er Jahre war Tuttle neben weiteren Generalstabsaufgaben mehrfach in Deutschland stationiert. Er war unter anderem Stabsoffizier und später Bataillonskommandeur bei der 3. Panzerdivision. Für einige Zeit war er beim neugeschaffenen TRADOC in verschiedenen Verwendungen als Stabsoffizier tätig. Zwischen 1977 und 1979 war er erneut bei der 3. Panzerdivision, wo er die Versorgung und Nachschubabteilung (Division Support Command) kommandierte.
Nach seiner Beförderung zum Brigadegeneral war Tuttle bis 1981 Kommandierender General des Eastern Area Military Traffic Management Commands. Anschließend übernahm er das Kommando über das United States Army Logistics Center. Es folgten weitere Verwendungen im Generalstab, unter anderem beim Supreme Headquarters Allied Powers Europe (SHAPE). Dann übernahm er das Kommando über die United States Army Operational Test and Evaluation Agency, eine Vorgängerorganisation des späteren United States Army Test and Evaluation Commands.
Am 27. November 1989 übernahm William Tuttle, nunmehr zum Viersterne-General befördert, als Nachfolger von Louis C. Wagner Jr. das Kommando über das United States Army Materiel Command (AMC). Dieses Amt bekleidete er bis zum 31. Januar 1992. In diese Zeit fielen die US-Invasion in Panama und der Zweite Golfkrieg. Nachdem Tuttle sein Kommando über das AMC an Jimmy D. Ross übergeben hatte, ging er in den Ruhestand. Im März 2016 wurde er in die Ehrenhalle des AMCs aufgenommen.
Auch im Ruhestand blieb William Tuttle im öffentlichen Leben aktiv. Im Jahr 2013 erschien sein Buch Defense Logistics for the 21st Century. Er galt als einer der führenden Experten auf dem Gebiet der militärischen Logistik. Von 1993 bis 2002 war er CEO und Präsident der Non-Profit-Organisation Logistics Management Institute (LMI). Zudem war er als Berater tätig und hielt Vorträge an namhaften Militärschulen aber auch an außermilitärischen Universitäten. Er setzte sich auch für ein Verbot von Landminen ein.
Mit seiner Frau Helen hatte der General drei Kinder. Er starb am 9. November 2020 in Fairfax und wurde auf dem Nationalfriedhof Arlington beigesetzt.

## Orden und Auszeichnungen
William Tuttle erhielt im Lauf seiner militärischen Laufbahn unter anderem folgende Auszeichnungen:
- Defense Distinguished Service Medal
- Army Distinguished Service Medal (3-Mal)
- Navy Distinguished Service Medal
- Air Force Distinguished Service Medal
- Defense Superior Service Medal
- Legion of Merit
- Bronze Star Medal (3-Mal)
- Defense Meritorious Service Medal
- Meritorious Service Medal
- Air Medal